# Газель Редік-Сміт
Газель Редік-Сміт (англ. Hazel Redick-Smith; 21 травня 1926 — 23 червня 1996) — колишня південноафриканська тенісистка.
Найвищим досягненням на турнірах Великого шолома був фінал в парному розряді.

## Фінали турнірів Великого шолома

### Парний розряд (2 поразки)
| Результат | Рік  | Турнір                                 | Покриття | Партнерка       | Суперниці                      | Рахунок  |
| --------- | ---- | -------------------------------------- | -------- | --------------- | ------------------------------ | -------- |
| Поразка   | 1952 | Відкритий чемпіонат Франції з тенісу   | Ґрунт    | Юлія Віпплінґер | Доріс Гарт Ширлі Фрай          | 5–7, 1–6 |
| Поразка   | 1954 | Відкритий чемпіонат Австралії з тенісу | Трава    | Юлія Віпплінґер | Мері Бевіс Готон Берил Пенроуз | 3–6, 6–8 |